# Itara minuta
Itara minuta är en insektsart som beskrevs av Lucien Chopard 1940. Itara minuta ingår i släktet Itara och familjen syrsor. Inga underarter finns listade i Catalogue of Life.